# Чиарди, Джон
Джон Чиарди (англ. John Ciardi; 24 июня 1916 года — 30 марта 1986 года) — американский поэт, переводчик, критик.

## Биография
Сын итальянских иммигрантов. Родился в Бостоне. Окончил колледж в Массачусетсе. В 1939 году окончил Мичиганский университет. Во время Второй мировой войны служил в авиации, участвовал в войне против Японии. Много лет преподавал литературу в различных университетах. С 1956 по 1972 год входил в редакцию журнал «Сатердей ревью» (The Saturday Review). С 1956 года был директором летнего Литературного института.
Творчество Чиарди относят к послевоенной «университетской поэзии» США. Он автор целого ряда поэтических сборников. Первый из них был опубликован перед войной в 1940 году («Домой в Америку»). Чиарди также автор многих книг для детей. Вместе с писателем А.Азимовым в 1978 написал сборник лимериков (Limericks: Too Gross or Two Dozen Dirty Dozen Stanzas, 1978. With Isaac Asimov). Широкую известность получил его перевод «Божественной комедии» Данте. Военный дневник Чиарди был опубликован посмертно в 1988 году (Saipan: The War Diary of John Ciardi, 1988).

## Признание
В знак признание заслуг Чиарди учреждена ежегодная литературная премия присуждаемая за достижения в области поэзии американским поэтам итальянского происхождения (John Ciardi Lifetime Achievement Award for Poetry). И. Бродский осуществил перевод некоторых стихов Чиарди. Российский композитор Л. А. Десятников написал на стихи Джона Чиарди несколько песен

## Сочинения
- Homeward to America, 1940. Poems.
- Other Skies, 1947. Poems.
- Live Another Day, 1949. Poems.
- Mid-Century American Poems, 1950. Anthology edited by Ciardi.
- From Time to Time, 1951. Poems.
- «The Hypnoglyph», 1953. Short story in Fantasy & Science Fiction, using the pseudonym «John Anthony.»
- The Inferno. 1954. Translation.
- As If: Poems New and Selected, 1955.
- I Marry You, 1958. Poems.
- 39 Poems, 1959.
- The Reason for the Pelican, 1959. Children’s poems.
- How Does a Poem Mean? 1959. Poetry textbook.
- In the Stoneworks, 1961. Poems.
- The Purgatorio, 1961. Translation.
- I Met a Man, 1961. Children’s poems.
- The Man Who Sang the Sillies, 1961. Children’s poems.
- In Fact, 1962. Poems.
- You Read to Me, I’ll Read to You, 1962. Children’s poems.
- Dialogue with an Audience, 1963. Saturday Review controversies and other selected essays.
- John J. Plenty and Fiddler Dan, 1963. Children’s poems.
- Person to Person, 1964. Poems.
- You Know Who, 1964. Children’s poems.
- The King Who Saved Himself from Being Saved, 1966. Children’s story in verse.
- This Strangest Everything, 1966. Poems.
- The Monster Den, 1966. Children’s poems.
- An Alphabestiary, 1967. Poems.
- The Paradiso, 1970. Translation.
- Someone Could Win a Polar Bear, 1970. Children’s poems.
- Lives of X, 1971. Verse autobiography.
- Saipan: The War Diary of John Ciardi, 1988.

## Публикации на русском языке
- Чиарди Дж. Ещё одно эхо / Перевел с английского Роман Сеф. Рисунки Н. Антокольской. – М.: Детская литература, 1965. – 96 с.
- Чиарди Дж. Стихи (Перевод с английского Е. Витковского, А. Сергеева) // Современная американская поэзия. – М.: Прогресс, 1975. – С. 327–335. pdf
- Чиарди Дж. Про чайку Оливию и черепаху Розалинду: сказка-стихотворение (Пер. с англ. Р. Сефа) // Музыкальный магазин: сказки. – М.: Музыка, 1976. – С. 41–46.